# روبرتو موسي
روربيتو موسي (بالإيطالية: Roberto Mussi)‏ (مواليد 25 أغسطس 1963) هو لاعب كرة قدم. يلعب مع منتخب إيطاليا لكرة القدم. سبق له أن لعب في كأس العالم لكرة القدم مع منتخب بلاده.

## روابط خارجية
- روربيتو موسي على موقع الاتحاد الدولي (مؤرشف)  (الإنجليزية)
- روربيتو موسي على موقع قاعدة بيانات كرة القدم.إي يو (الإنجليزية)
- روربيتو موسي على موقع ناشيونال فوتبول تيمز (الإنجليزية)
- روربيتو موسي على موقع عالم كرة القدم.نت (الإنجليزية)